# Adolf Laube
Adolf Laube (* 13. April 1934 in Neutitschein) ist ein deutscher Historiker.

## Leben
Laube studierte von 1952 bis 1956 an der Karl-Marx-Universität Leipzig Geschichte, wobei er sich auf die Mediävistik spezialisierte. Zur Thematik Zur Entstehung kapitalistischer Produktionsverhältnisse im französischen Silberbergbau um die Mitte des 15. Jahrhunderts wurde er dort 1963 zum Dr. phil. promoviert. Mit den Studien über den erzgebirgischen Silberbergbau von 1470 bis 1546 schloss er 1971 ebenda seine Promotion B zum Dr. sc. phil. ab. Anschließend wurde Laube Leiter des Wissenschaftsbereichs Feudalismus am Zentralinstitut für Geschichte der Akademie der Wissenschaften der DDR. 1975 wurde er dort zum Professor ernannt. Von 1987 bis 1989 hatte er das Amt des Stellvertretenden Leiters des Forschungsbereichs Gesellschaftswissenschaften inne, 1990 wurde er gewählter Sekretär für Sozial- und Geisteswissenschaften der Akademie. Er ist seit 1994 Mitglied der Leibniz-Sozietät der Wissenschaften zu Berlin.
Laube war von 1977 bis 1987 Leiter des Redaktionskollegiums des Jahrbuchs für Geschichte des Feudalismus. Dem Redaktionskollegium der Zeitschrift für Geschichtswissenschaft gehörte er ebenso an. Er ist Autor und Herausgeber zahlreicher Monographien und Aufsätze zur Frühen Neuzeit, die sich thematisch vor allem mit der Geschichte des deutschen Frühkapitalismus, der Reformation und des Bauernkrieges befassen.

## Ehrungen
- Leibniz-Medaille

## Schriften (Auswahl)
- Bergbau und Hüttenwesen in Frankreich um die Mitte des 15. Jahrhunderts. Eine Studie über die Entstehung kapitalistischer Produktionsverhältnisse in den Gruben des Lyonnais und Beaujolais (= Freiberger Forschungshefte, Reihe D, Nr. 38), Freiberg 1964. DNB 452722829.
- Studien über den erzgebirgischen Silberbergbau von 1470 bis 1546: seine Geschichte, seine Produktionsverhältnisse, seine Bedeutung für die gesellschaftlichen Veränderungen und Klassenkämpfe in Sachsen am Beginn der Übergangsepoche vom Feudalismus zum Kapitalismus (Forschungen zur mittelalterlichen Geschichte Bd. 22), Akademie-Verlag Berlin, 1974. DNB 740412124.
- Der Bauer im Klassenkampf, Berlin 1975. DNB 750238461
- Der deutsche Bauernkrieg 1524/25, Berlin 1974. DNB 800671708
- Flugschriften der Bauernkriegszeit, Berlin 1975, DNB 750233842, 2. Aufl. Berlin und Köln/Wien 1978, ISBN 978-3-412-03677-5.
- Deutsche Geschichte, Bd. 3: Die Epoche des Übergangs vom Feudalismus zum Kapitalismus, Berlin 1983, DNB 840828853, Parallelausgabe Köln 1983, ISBN 978-3-7609-1003-1.
- Flugschriften der frühen Reformationsbewegung (1518–1524), 2 Bde., Berlin und Vaduz 1983. DNB 550866647
- (mit Günter Vogler und Siegfried Hoyer) Martin Luther. Leben – Werk – Wirkung, Berlin 1983, DNB 840018592, 2. Aufl. 1986
- Flugschriften vom Bauernkrieg zum Täuferreich (1526–1535), 2 Bde., Berlin 1992. ISBN 978-3-05-000936-0
- Flugschriften gegen die Reformation (1518–1524), Berlin 1997. ISBN 978-3-05-002815-6
- Flugschriften gegen die Reformation (1525–1530), 2 Bde., Berlin 2000. ISBN 978-3-05-003312-9